# Stanisław Zahradnik
Stanisław Zahradnik (* 26. dubna 1932,  Kojkovice – 5. listopadu 2023) byl regionální historik, spisovatel a polský menšinový pracovník působící v české části Těšínska. Byl též vedoucím Muzea Třineckých železáren.

## Život
Stanisław Zahradnik studoval na gymnáziu s polským vyučovacím jazykem v Českém Těšíně a poté na Univerzitě Karlově v Praze. Po absolutoriu v roce 1956 nastoupil do Třineckých železáren jako vedoucí podnikového archivu, kde působil až do svého odchodu do důchodu v roce 1992. V roce 1969 spoluzakládal Muzeum Třineckých železáren a později se stal i vedoucím tohoto muzea. Založil též sekci historie regionu v rámci PZKO a do roku 2007 byl jejím předsedou. V roce 2006 byla Stanisławu Zahradnikovi udělena Stříbrná medaile Ochránce národních památných míst a v roce 2009 obdržel Cenu města Třince za zásluhy v propagaci města v celostátním i regionálním měřítku.

## Dílo a kontroverze
Stanisław Zahradnik se ve své publicistické činnosti zaměřuje na Těšínsko, Třinec, Třinecké železárny a dlouhodobě sbírá dokumentační materiály o Těšínsku pro zpracování dějin Poláků na Těšínsku. Publikuje v polštině i češtině. Vydal 42 knižních publikací, 114 statí v kolektivních publikacích a 541 článků v různých periodikách.
Závěry Stanisława Zahradnika ve vztahu k postupu československých úřadů vůči polské menšině v československé části Těšínska v meziválečném období a polskému obsazení východní části československého Těšínska v roce 1938 v souvislosti s Mnichovskou dohodou jsou českými historiky hodnoceny jako krajní.